# Atakapa
Atakapa / əˈtɑːkəpə / là một người dân bản địa của vùng rừng Đông Nam, người đã nói ngôn ngữ Atakapa và có lịch sử sống dọc theo Vịnh México. Người châu Âu đã sử dụng tên này từ những người Choctaw, người mà họ gặp phải lần đầu tiên. Người Atakapan, gồm nhiều nhóm khác nhau, được gọi là Ishak, phát âm là "ee-SHAK", được dịch là "Dân tộc". Trong bộ tộc Ishak được xác định là "Người Mặt Trời Mọc" và "Người Hoàng Hôn". Mặc dù người dân đã bị chết đi bởi bệnh truyền nhiễm sau khi tiếp xúc với châu Âu, những người sống sót tham gia các bộ lạc khác và con cháu của họ vẫn còn sống ở Louisiana và Texas. Những người xác định là Atakapa-Ishak đã có một buổi họp mặt năm 2006.
Tên của họ cũng được đánh vần là Attakapa, Attakapas, hoặc Attacapa. Đó là tên mà người Choctaw gọi họ, có nghĩa là "người ăn thịt", vì họ thực hành ăn thịt người theo nghi lễ. Người châu Âu gặp Choctaw đầu tiên trong quá trình thăm dò của họ, và thông qua tên của họ cho bộ lạc này ở phía tây. Các dân tộc sống trong các thung lũng sông, dọc bờ hồ và bờ biển từ Vịnh Galveston, Texas đến Vịnh Vermilion, Louisiana.
Sau năm 1762, khi Louisiana được chuyển đến Tây Ban Nha sau thất bại của Pháp trong Chiến tranh Bảy năm, rất ít ai viết về Atakapa như một bộ tộc. Do tỷ lệ tử vong cao do dịch bệnh truyền nhiễm vào cuối thế kỷ 18, họ đã ngừng hoạt động. Những người sống sót thường gia nhập Caddo, Koasati, và các bộ tộc xung quanh khác, mặc dù họ giữ một số truyền thống. Một số người Atakapan khác biệt về văn hóa sống sót vào thế kỷ 20.